# 齋藤裕 (動物生態学者)
齋藤 裕（さいとう ゆたか、1948年 - ）は日本の動物生態学者。北海道大学大学院農学研究科環境資源学部門生物生態・体系学分野特任教授、福建省農業科学アカデミー名誉教授。動物行動生態学、応用動物学を専門とし、ダニについての研究において著名である。

## 人物・経歴
栃木県生まれ。1978年北海道大学大学院農学研究科農業生物学専攻博士課程修了、農学博士。博士論文は「日本産ハダニ類の比較生態学的研究 : 特に個体生態学的検討」。
1981年北海道大学農学部農業生物学科応用動物学講座助手、1993年北海道大学農学部農業生物学科応用動物学講座助教授、1996年北海道大学農学部農業生物学科応用動物学講座教授。

## 著書
- ミクロの社会生態学 ― ダニから動物社会を考える（京都大学学術出版会、2002年）

| スタブアイコン | サブスタブ | この項目は、まだ閲覧者の調べものの参照としては役立たない、人物に関連した書きかけの項目です。この項目を加筆・訂正などしてくださる協力者を求めています（P:人物伝/PJ:人物伝）。 |